# دوکاج
دوکاج یک منطقهٔ مسکونی در صحرای غربی است که در جمهوری دموکراتیک عربی صحرا واقع شده‌است. دوکاج ۲۷۰ متر بالاتر از سطح دریا واقع شده‌است.